# Autonomiestatut der Kanaren
Das Autonomiestatut der Kanaren (spanisch Estatuto de Autonomía de Canarias) ist ein Organgesetz, das die staatliche Ordnung der Autonomen Gemeinschaft der Kanaren (spanisch Comunidad Autónoma de Canarias) innerhalb des spanischen Königreiches regelt. Das erste Autonomiestatut der Kanaren wurde 1982 erlassen und 1996 verändert. Am 6. November 2018 trat ein neues Statut in Kraft. Es unterscheidet sich sowohl im Aufbau als auch durch den Inhalt von dem Statut von 1982.

## Rechtliche Bedeutung
Im Rahmen der Verfassung des Königreichs Spanien ist ein Autonomiestatut die grundlegende institutionelle Norm der jeweiligen Autonomen Gemeinschaft. Die in den Autonomiestatuten festgelegten Zuständigkeiten der Autonomen Gemeinschaften sind von Statut zu Statut unterschiedlich. Sie stellen Zugeständnisse des Zentralstaates an die jeweilige Gemeinschaft dar. Änderungen oder Neufassungen der Autonomiestatute werden von den regionalen Regierungen oder Parlamenten vorgeschlagen, endgültig aber, häufig in stark veränderter Form, als Organgesetz von den Cortes Generales verabschiedet. In einigen Autonomen Gemeinschaften ist nach der Verabschiedung durch die Cortes zum Inkrafttreten eine Zustimmung der Bevölkerung in einer Volksabstimmung notwendig.

## Historische Grundlage des Autonomiestatutes
In der Präambel des Autonomiestatutes der Kanaren wird auf die lange Tradition der wirtschaftlichen, politischen und verwaltungstechnischen Besonderheiten der Kanaren als Inselgruppe hingewiesen, die sich seit der Eingliederung in die Reiche der Krone von Kastilien entwickelten.
Zu Beginn der Neuzeit entstand auf den „königlichen Inseln“ (spanisch islas realengas) Gran Canaria, Teneriffa und La Palma, in Folge der zentralistischen Politik der Katholischen Könige, ein städtisches Regierungssystem. Im Gegensatz dazu wurden auf den „herrschaftlichen Inseln“ (spanisch islas del señorío) Lanzarote, Fuerteventura, La Gomera und El Hierro, die durch verschiedene Adelsfamilien regiert wurden, eine auf die einzelnen Inseln ausgerichtete herrschaftsorientierte Verwaltung betrieben. Bis zum Beginn des 19. Jahrhunderts bildete jede Insel ein Stadtgebiet mit einem eigenen unabhängigen Cabildo (Stadtverwaltung). Diese Cabildos als Kern der Verwaltung der einzelnen Inseln wurden 1913 mit der Einrichtung der Cabildos Insulares, die sich um die besonderen Belange der einzelnen Inseln kümmern, wieder aufgenommen. Neben den Cabildos gab es zwischen dem 16. und dem 18. Jahrhundert als zentrale, für alle Inseln zuständige Organe die Real Audiencia de Canarias (das oberste Gericht), einen Bischof und den Generalkapitän.
Von Beginn an hat die Krone von Kastilien die freie Verfügung der Bewohner der Inseln über die Ressourcen zugelassen und ein System der Zoll- und Handelsfreiheit für die Einwohner der Inseln gewährt. Diese nutzten die Besonderheiten ihres wirtschaftlichen und institutionellen Systems um Beziehungen aller Art mit Europa zu pflegen. Sie bereicherten die kolonialen Gesellschaften in Amerika, besonders in Kuba, Venezuela, Uruguay und Texas und schufen einen Austausch von materiellen und kulturellen Werten zwischen beiden Seiten des Atlantiks.
Im Laufe der Zeit entstand eine ganze Sammlung besonderer Gesetze die die Eigenheiten des kanarische Systems formten. Dazu gehörte besonders das Gesetz über die Freihäfen von 1852. Die Regelungen der Zoll- und Wirtschaftsfreiheit haben eine sozioökonomische und kulturelle Modernisierung geschaffen mit der die tiefgreifenden Verflechtung der Kanaren mit der europäischen und der internationalen Wirtschaft zustande kam. Das Gesetz über die wirtschaftliche und steuerliche Ordnung aus dem Jahr 1972 war ein neuer Meilenstein in der Entwicklung. Seine wirkliche politische Umsetzung geschah erst nach der Schaffung der Demokratie durch die Verfassung des Königreichs Spanien von 1978 und durch das erste Autonomiestatut der Kanaren 1982.

## Inhalt
Das Autonomiestatut ist, abgesehen von der Präambel und der Einleitung (spanisch Título Preliminar), in sieben Hauptteile (spanisch Títulos) eingeteilt, die teilweise aus mehreren Kapiteln (spanisch Capitulos) bestehen, diese sind fortlaufend in 202 Artikel (spanisch Articulos) unterteilt. Darüber hinaus gibt es sechs zusätzliche Artikel und zwei Übergangsbestimmungen. In dem Autonomiestatut von 1982 wurden in den 65 Artikeln und fünf Zusatzbestimmungen hauptsächlich organisatorische Angelegenheiten geregelt. Das Autonomiestatut von 2018 enthält darüber hinaus Leitlinien die die Staatsgewalt auf eine bestimmte Politik verpflichten. Dies geschieht durch eine detaillierte Darstellung von Grundrechten, Schutzpflichten und Aufforderungen zur Kooperation.

### Einleitung
In der Einleitung wird auf die große Entfernung zur Iberischen Halbinsel, auf den besonderen Charakter der Autonomen Gemeinschaft als Inselgruppe und den Status als Gebiet der Europäischen Union in äußerster Randlage (spanisch Regiones Ultraperiféricas) hingewiesen. Ein Status, der es erlaubt, dass diesen Gebieten spezifische Maßnahmen und Vergünstigungen zugebilligt werden, die Ausnahmen von sonst geltenden Bestimmungen des Europarechts darstellen.
Im Artikel 4 des Autonomiestatutes wird eine bisher ungewöhnliche Definition des Gebietes vorgenommen. Hier wird nicht die Oberfläche der Inseln als Abgrenzung des Territoriums verwendet, sondern das Meeresgebiet zwischen den Inseln als räumlich dazugehörig (spanisch ámbito espacial) einbezogen. Während das Recht der Autonomen Gemeinschaft bisher an der Wasserlinie aufhörte, ergibt sich aus der Einbeziehung der Wasserflächen ein größeres Mitspracherecht bei der Nutzung des Meeres. Das betrifft z. B. sowohl Ölbohrungen als auch Fragen des Fischfangs in den Küstengewässern.

### Persönliche Grundrechte und leitende Grundsätze
Im Artikel 11 Absatz 2 wird festgelegt, dass die Staatsgewalt das Recht der Gleichbehandlung schützen und eine Diskriminierung aus Gründen des Geschlechtes, der Rasse, der Abstammung, der Volkszugehörigkeit, der politischen und religiösen Ansichten, des Alter, der Behinderung, der sexuellen Orientierung und Identität, von Krankheit, der Sprache oder irgendwelcher anderer persönlicher oder sozialer Situationen oder Umstände nicht zulassen wird. Das Verbot der Diskriminierung schließt positive Maßnahmen zum Nutzen von benachteiligten Gruppen und Personen nicht aus. In den folgenden Artikeln werden diese Rechte im Bezug auf die u. U. betroffenen Personen bzw. Personengruppen im Einzelnen beschrieben. Die kanarischen Staatsgewalten werden im Artikel 37 verpflichtet die in 30 Absätzen aufgeführten Forderungen als Leitlinien ihrer Politik zu übernehmen.

### Staatsorgane
Parlament
Das Einkammerparlament der Autonomen Gemeinschaft der Kanaren wird nach dem Verhältniswahlsystem gewählt. Jede der Inseln El Hierro, Fuerteventura, Gran Canaria, La Gomera, Lanzarote, La Palma und Teneriffa bildet einen Wahlkreis in dem je nach Einwohnerzahl unterschiedlich viele Abgeordnete gewählt werden. Darüber hinaus sieht das Autonomiestatut von 2018 vor, das gesamt Gebiet der Kanaren als einen zusätzlichen Wahlkreis einzurichten. Es ist geplant, dass mit einer Stimme für eine der Listen der Insel und mit einer weiteren Stimme für eine der Listen der gesamten Autonomen Gemeinschaft gestimmt werden kann.
Präsident und Regierung
Das Parlament wählt aus seiner Mitte die Präsidentin oder den Präsidenten der Kanaren (spanisch Persona titular de la Presidencia de Canarias). Der oder die Gewählte wird vom König ernannt. Der Präsident ernennt den Vizepräsidenten und die Mitglieder der Regierung (spanisch Consejeros). Er verantwortet die Regierungspolitik gegenüber dem Parlament. Er ist der höchste Repräsentant der Kanaren. Nach Artikel 56 des Autonomiestatuts von 2018 kann der Präsident unter bestimmten Voraussetzungen das Parlament auflösen.
Cabildos insulares
Auf den Inseln El Hierro, Fuerteventura, Gran Canaria, La Gomera, Lanzarote, La Palma und Teneriffa werden Cabildos Insulares gewählt. Die Insel La Graciosa ist verwaltungsmäßig Lanzarote angegliedert. Die Cabildos Insulares bilden Organe der Regierung, der Repräsentation und Verwaltung jeder Insel. Die umfangreichen Aufgaben der Cabildos werden im Artikel 70 detailliert beschrieben.
Städte
Die Gemeinden als örtliche Einheiten genießen als eigenständige juristische Personen das Recht, ihre Aufgaben in vollständiger Freiheit durchzuführen. Ihre Regierung, Repräsentation und Verwaltung liegt bei den Stadtverwaltungen (spanisch Ayuntamientos).
Rechtswesen
Der Hauptteil IV beschäftigt sich mit der Organisation des Rechtswesens. Das wird im gesamten Königreich einheitlich durch ein Organgesetz geregelt. Sowohl die Verfassung als auch die Autonomiestatuten sehen das Vorhandensein der Obersten Gerichtshöfe (spanisch Tribunales Superiores de Justicia) vor, deren Zuständigkeitsbereich die jeweilige Autonome Gemeinschaft ist. Wenn auch von den Richtern der Obersten Gerichtshöfe u. a. besondere Kenntnisse des örtlichen Rechtes verlangt werden, haben die Organe der Gemeinschaften keinen direkten Einfluss auf die personelle Besetzung der Stellen im Rechtswesen. Ihnen steht in einigen Fällen ein Vorschlagsrecht zu.

### Zuständigkeiten
Im Hauptteil V werden die unterschiedlichen Zuständigkeiten der Autonomen Gemeinschaft der Kanaren im Rahmen der eigenen Gesetzgebung, bei der Ausführung dieser Gesetze und bei der Ausführung der Gesetze des Zentralstaates dargestellt. Dabei wird unter anderem auf die Regelung der folgenden Angelegenheiten eingegangen:
Organisations- und Verwaltungsangelegenheiten
Die Autonome Gemeinschaft der Kanaren hat die ausschließliche Zuständigkeit für die Organisation, das System der Abläufe seiner Verwaltung, sowie für die Aufteilung der örtlichen Verwaltungseinheiten.
Wirtschaft und Steuern
Die Autonome Gemeinschaft der Kanaren hat die ausschließliche Zuständigkeit für die Planung und Förderung der wirtschaftlichen Tätigkeit auf den Kanaren.
Die Autonome Gemeinschaft der Kanaren verfügt über die Regelungsbefugnis in Angelegenheiten der kanarischen Mehrwertsteuer (spanisch Impuesto General Indirecto Canario IGIC) und der Steuern auf den Import und die Lieferung von Waren auf die Kanarischen Inseln.
Industrielle Tätigkeit, Handel und Tourismus
Die Autonome Gemeinschaft der Kanaren hat die ausschließliche Zuständigkeit in Angelegenheiten des Tourismus. Das betrifft die Planung des Tourismus einschließlich der Festlegung der Kriterien und Vorbedingungen der Erweiterung und der Entwicklung des touristischen Angebotes sowie die Planung der Infrastruktur. Im Rahmen der Tourismuswerbung kann die Autonome Gemeinschaft der Kanaren auch Büros im Ausland eröffnen.
Urproduktion
Die Autonome Gemeinschaft der Kanaren hat die ausschließliche Zuständigkeit in Angelegenheiten der Landwirtschaft, der Viehzucht und der Jagd. In den Gewässern, wie sie im Artikel 4 diese Status angegeben sind, hat sie in Übereinstimmung mit der staatlichen Gesetzgebung die Zuständigkeit in Angelegenheiten des Fischfangs.
Erziehung, Forschung, Kultur und Sport
Die Autonome Gemeinschaft der Kanaren hat die Zuständigkeit für die Gesetzgebung und die Ausführung der Angelegenheiten des Primar- und Sekundarschulbereichs. Im Rahmen der Autonomie der Universitäten ist sie auch für die universitäre Ausbildung verantwortlich sowie für den Bereich der Sport und Freizeitaktivitäten. Die Autonome Gemeinschaft der Kanaren hat die ausschließliche Zuständigkeit für kulturelle Angelegenheiten die die künstlerischen und kulturellen Aktivitäten auf den Kanarischen Inseln betreffen. Das Kulturelle Erbe ist bereits seit 1985 ein Komplex der von der Autonomen Gemeinschaft der Kanaren als besonders wichtig für die Identität wahrgenommen wird, ebenso wie die immateriellen Güter der volkstümlichen Kultur der Kanaren und die sprachlichen Eigenarten des Spanischen, das auf den Kanaren gesprochen wird.
Beschäftigungs-, Gesundheits- und Sozialpolitik
Im Rahmen der gesamtstaatlichen Gesetzgebung ist die Autonome Gemeinschaft der Kanaren zuständig für die Ausführung von Angelegenheiten der Beschäftigung und der Arbeitsverhältnisse. Dies gilt besonders für die berufliche Qualifizierung der Arbeitnehmer.
Die Autonome Gemeinschaft der Kanaren hat die ausschließliche Zuständigkeit für die Organisation, die interne Arbeitsweise, die Bewertung, Überprüfung und Kontrolle der gesundheitlichen Zentren, Dienste und Einrichtungen. Die Autonome Gemeinschaft der Kanaren hat die ausschließliche Zuständigkeit für den Bereich der sozialen Dienste.
Die Autonome Gemeinschaft der Kanaren hat die ausschließliche Zuständigkeit in Angelegenheiten des Wohnungswesens. Das betrifft besonders die Regelung und Planung die Förderung, den Schutz und die Qualitätskontrolle, sowie die Überprüfung und Genehmigung in Wohnungsangelegenheiten in Übereinstimmung mit den sozialen Notwendigkeiten.
Sicherheit
Die Autonome Gemeinschaft der Kanaren ist zuständig für die Schaffung, die Organisation und den Unterhalt einer Kanarischen Polizei. Sie ist ebenso Zuständigkeit für die allgemeine Regelung und städteübergreifende Koordination der örtlichen Polizeikräfte.
Die Autonome Gemeinschaft der Kanaren hat in Abstimmung mit den gesamtstaatlichen Gesetzen die Zuständigkeit in Angelegenheiten des zivilen Bevölkerungsschutzes einschließlich des Brandschutzes
Regelung der natürlichen Ressourcen
Die Autonome Gemeinschaft der Kanaren ist in Abstimmung mit den gesamtstaatlichen Gesetzen zuständig für die Regelung, Planung und Verwaltung aller Wasservorkommen und aller Arten des Gebrauches und der Nutzung.
Die Autonome Gemeinschaft der Kanaren hat die Zuständigkeit in Angelegenheiten des Umweltschutzes Gesetze zu entwickeln und staatliche Gesetze auszuführen. Sie hat die ausschließliche Zuständigkeit in Angelegenheiten der Naturschutzgebiete im Bereich der Kanaren.
Infrastruktur
Die Autonome Gemeinschaft der Kanaren hat die ausschließliche Zuständigkeit in Angelegenheiten der Landtransportes von Personen und Waren und den Seetransport der sich innerhalb des Gebietes der Inselgruppe bewegt. Sie hat die ausschließliche Zuständigkeit für das Straßen- und Eisenbahnnetz. Die Autonome Gemeinschaft der Kanaren hat eine stark eingeschränkte Zuständigkeit für die bedeutenden Häfen und Flughäfen.

### Wirtschafts- und Steuersystem
Die Kanaren haben ein besonderes Wirtschafts- und Steuersystem das dem historischen und verfassungsmäßigen Erbe entspricht. Das Wirtschafts- und Steuersystem der Kanaren beruht auf der wirtschaftlichen Freiheit des Importes und des Exportes, auf der Nichtanwendung von Monopolen, auf der staatlichen Steuerfreiheit auf den Verbrauch, auf einer differenzierten Staatspolitik und einer indirekten Besteuerung, die sich aus der Anerkennung der Kanarischen Inseln als Gebiet in äußerster Randlage in der Europäischen Union herleitet. Die Autonome Gemeinschaft der Kanaren hat die Befugnis in Übereinstimmung mit der Verfassung und den Gesetzen eigene Steuern einzurichten und einzuziehen. Dieses System kann nur unter erschwerten Voraussetzungen von den Cortes unter Zustimmung der Autonomen Gemeinschaft der Kanaren geändert werden.
Gleichzeitig mit dem neuen Statut beschlossen die Cortes eine Änderung des Wirtschaftsgesetzes für die Kanaren.

### Außenbeziehungen
Der Hauptteil VII behandelt die Außenbeziehungen der Autonomen Gemeinschaft der Kanaren. Es wird festgestellt, dass die Regierung der Kanaren Außenbeziehungen grundsätzlich nur unter dem Vorbehalt der übergeordneten Repräsentation und Zuständigkeit der Zentralregierung in Madrid unterhalten kann. In diesem Rahmen soll sie an Verhandlungen innerhalb der Europäischen Union und mit den Nachbarstaaten der Kanaren teilnehmen und ihre Anliegen vertreten. Ein eigenständiges Auftreten der Regierung der Kanaren ist bei der kulturellen Zusammenarbeit mit Nachbarländern und Ländern vorgesehen, in denen sich Gemeinden von ehemaligen Bürgern der Inseln befinden. Darüber hinaus sollen im Rahmen der Tourismuswerbung Büros im Ausland eröffnet werden.

### Verfahren zur Änderung des Statutes
Im Artikel 200 wird das allgemeine Verfahren zur Änderung des Statutes festgelegt. Der Änderungsvorschlag kann von der Regierung der Kanaren oder von einem Fünftel der Abgeordneten des kanarischen Parlamentes eingebracht werden. Die Änderung benötigt die Zustimmung von drei Fünfteln der Mitglieder des Parlamentes der Autonomen Gemeinschaft der Kanaren und die Verabschiedung als Organgesetz durch die Cortes Generales in Madrid. Als letztes ist eine Volksabstimmung über die Neufassung des Statutes notwendig.

### Übergangsbestimmung zur Parlamentswahl
Die erste Übergangsbestimmung (spanisch Disposición transitoria primera) schreibt das neue Wahlrecht vor, das bis zum Inkrafttreten eines neuen Wahlgesetzes gültig ist.
Die Anzahl der Abgeordneten des Parlamentes der Kanaren wird auf 70 festgesetzt. Jede Insel bildet einen Wahlkreis, in dem je nach Einwohnerzahl 3 bis 15 Abgeordnete nach dem Verhältniswahlrecht gewählt werden. So werden 61 Sitze auf die Wahlkreise der Inseln in der folgenden Form verteilt: 3 für El Hierro, 8 für Fuerteventura, 15 für Gran Canaria, 4 für La Gomera, 8 für Lanzarote, 8 für La Palma und 15 für Teneriffa.
Das entspricht, mit Ausnahme der Erhöhung der Anzahl der Abgeordneten von Fuerteventura, dem bisherigen Verfahren. Neu ist, dass darüber hinaus neun Sitze in einem Wahlkreis vergeben werden, der sich über das gesamte Gebiet der Autonomen Gemeinschaft der Kanaren erstreckt. Die Sperrklausel wurde von 30 % auf 15 % für eine Insel und von 6 % auf 4 % für das Gesamtgebiet gesenkt. Die Frage ob die Stimmabgaben in den Wahlkreisen der Inseln und im Wahlkreis der Gesamten Autonomen Gemeinschaft auf einem oder getrennten Stimmzetteln mit der Möglichkeit des Stimmensplittings geschehen soll oder durch Übernahme der Stimmen der einzelnen Wahlkreise auf den Gesamtwahlkreis, wird in der Übergangsbestimmung nicht geregelt.